# Warnstorfia
Warnstorfia là một chi rêu trong họ Amblystegiaceae.